# Internet-jargon
Internet-jargon, netspeak (omfatter IM-speak og chatspeak) er jargon- og slang-udtryk opfundet af internetbrugere og er ved at udvikle sig til et separat sprog.

Antallet af disse forkortelser og begreber stiger stadig støt,

og har igennem de sidste årtier udviklet sig bredt internationalt. Mange af disse blev sikkert oprindeligt lavet for at spare tid ved ikke at benytte nær så mange tryk på tastaturet, og bliver oftest skrevet med små bogstaver.
Chat-akronymer eller chaq (udtalt eng. "chalk") blev i begyndelsen udviklet af brugere på pre-Internet bulletin board systemer – i Danmark mere kendt som 'BBSer' – og blev siden adopteret af mobiltelefonbrugere. En lille håndfuld udtryk (f.eks. ASAP, PO'ed) blev udviklet før computer-alderen. TLA (tre-bogstavs-forkortelser Three Letter Abbreviations) er de mest populære slags forkortelser i computer- og telekommunikationsterminologi og slang.
OMG, LOL, XO og IDK er bare få af de mange forkortelser, som henholdsvis betyder, oh my God, laughing out loud, kiss and hug (kys og kram) og I don't know.

### Akronymer
Ofte anvendte akronymer:
- FAQ
- FYI